# Tramweg-Maatschappij Zuidlaren – Groningen
De Tramweg-Maatschappij Zuidlaren – Groningen (TMZG) was een in 1892 opgerichte maatschappij die van 1892 tot 1919 een tramverbinding onderhield tussen Groningen en het Station Vries-Zuidlaren via Zuidlaren.